# Galapsiellus leleuporum
Galapsiellus leleuporum is een vlokreeftensoort uit de familie van de Melitidae. De wetenschappelijke naam van de soort is voor het eerst geldig gepubliceerd in 1970 door Monod.